# Saint-Jean-de-Trézy
Saint-Jean-de-Trézy é uma comuna francesa na região administrativa de Borgonha-Franco-Condado, no departamento Saône-et-Loire. Estende-se por uma área de 11,24 km². Em 2010 a comuna tinha 387 habitantes (densidade: 34,4 hab./km²).